# 土井たか子
土井 たか子（本名:土井 多賀子、どい たかこ、1928年〈昭和3年〉11月30日 - 2014年〈平成26年〉9月20日）は、日本の政治家。
衆議院議員（12期）、日本社会党委員長（第10代）、衆議院議長（第68代）、社会民主党党首（第2代）を歴任し、女性初の衆議院議長、女性初の政党党首を務めた。

## 来歴

### 生い立ち
兵庫県神戸市林田区（現・長田区）出身。父親は広島県出身の開業医、母親は京都府の出身。1935年、神戸市須磨尋常高等小学校（現・神戸市立西須磨小学校）に入学。父親の友人の家に寄宿しての越境入学で、電車で通学した。
1941年、兵庫県立第三神戸高等女学校に入学。1945年に卒業。同年3月17日の神戸大空襲に見舞われ、焼け出される。1945年、旧制京都女子専門学校支那語科に入学。1949年に卒業。1949年より1954年まで、京都女子専門学校を前身とする京都女子大学で講師。
同志社大学で憲法学者の田畑忍が行なった講演「平和主義と憲法九条」に感動し、1949年に同志社大学法学部3年に編入学、田畑の指導を受ける。1951年、同志社大学卒業。1956年、同志社大学大学院法学研究科修士課程を修了。1958年から1970年まで同志社大学にて、1963年から1969年まで関西学院大学にて、1967年から1969年まで聖和女子大学にて講師を務めた。専攻は憲法学であった。
1965年頃、KBS京都で日曜日の夜15分間、時事問題を取り上げて論評する番組に出演し、京都新聞主筆の加藤茂生とパーソナリティーを務めた。また、毎日放送の『女性の広場―明日へのくらし』のレギュラーとして土曜日を担当した。
1965年、神戸市職員労組の推薦と神戸市議会社会党議員団の提案を受け、神戸市の人事委員会（3人）の委員に選出された。全国で初めての女性委員となった。

### 1969年衆議院議員選挙
1968年12月初め、日本社会党委員長の成田知巳から電話を受け、衆議院議員選挙・旧兵庫2区への出馬を求められる。続いて県議の魚谷時太郎が支部の意向を受けて土井の家を日参するようになった。それまで社会党などから京都市長選挙や参院選への出馬を促されていた田畑忍は、断り続ける一方で、社会党に対し「機会があれば、弟子の中から誰か必ず出す」と約束していた。土井は、その「誰か」がめぐりめぐって自分に回ってきたのだ、と思ったという。
1969年1月、関西学院大学での講義を終え、三宮へ向かう電車の中で隣の人が読んでいる新聞に目をやって、土井は驚く。そこには「立候補決意か？」という見出しの脇に、土井の名前が書いてあった。もとより出馬する意思のなかった土井は新聞社に抗議の電話を入れ、翌日、神戸市人事委員の辞表を出すために市役所へ宮崎辰雄助役を訪ねた。市長の原口忠次郎はこのとき海外主張中であった。「あのような記事が一度出ると、周りの方々に迷惑がかかる」と土井が理由を伝えると、宮崎は「それはあなたらしいが、誰も本当に出るなんて思ってませんよ。それに、勝てっこない。そんなあほなこと、あなたがやるはずがない。辞表をしまったらどうです」と答えた。この返事が土井の心に火をつけた。「宮崎さん、その気のなかった私ですが、たった今、立とうと決めました。辞表を受け取っていただきます」と言って部屋をあとにした。同年2月、社会党は党大会で旧兵庫2区の公認候補に現職の堀昌雄と新人の土井の2人を決定した。
同年12月27日に投票が行われた第32回衆議院議員総選挙は2日間にわたって開票が行われた。旧兵庫2区（定数5）は4人目まで当確が決まったあと、残り1議席をめぐって半日、民社党現職の山下栄二と土井のあいだで、500票差、1000票差のシーソーゲームが続いた。社会党はこの年の選挙で最低の90議席に落ち込むが、土井はその最後の90番目にすべりこみ、初当選を果たした。山下との差は約1400票差であった。
1980年には国会で性差別法に的を絞り、政府を追及。「男女雇用差別」「女性のみ必修の家庭科」「父系しか認めない国籍法」などに関して質問を行う。
社会党新人代議士として初当選同期であった横路孝弘が北海道知事に就任した直後の1983年9月、田中寿美子の後任として日本社会党副委員長に就任する。

### 日本社会党委員長

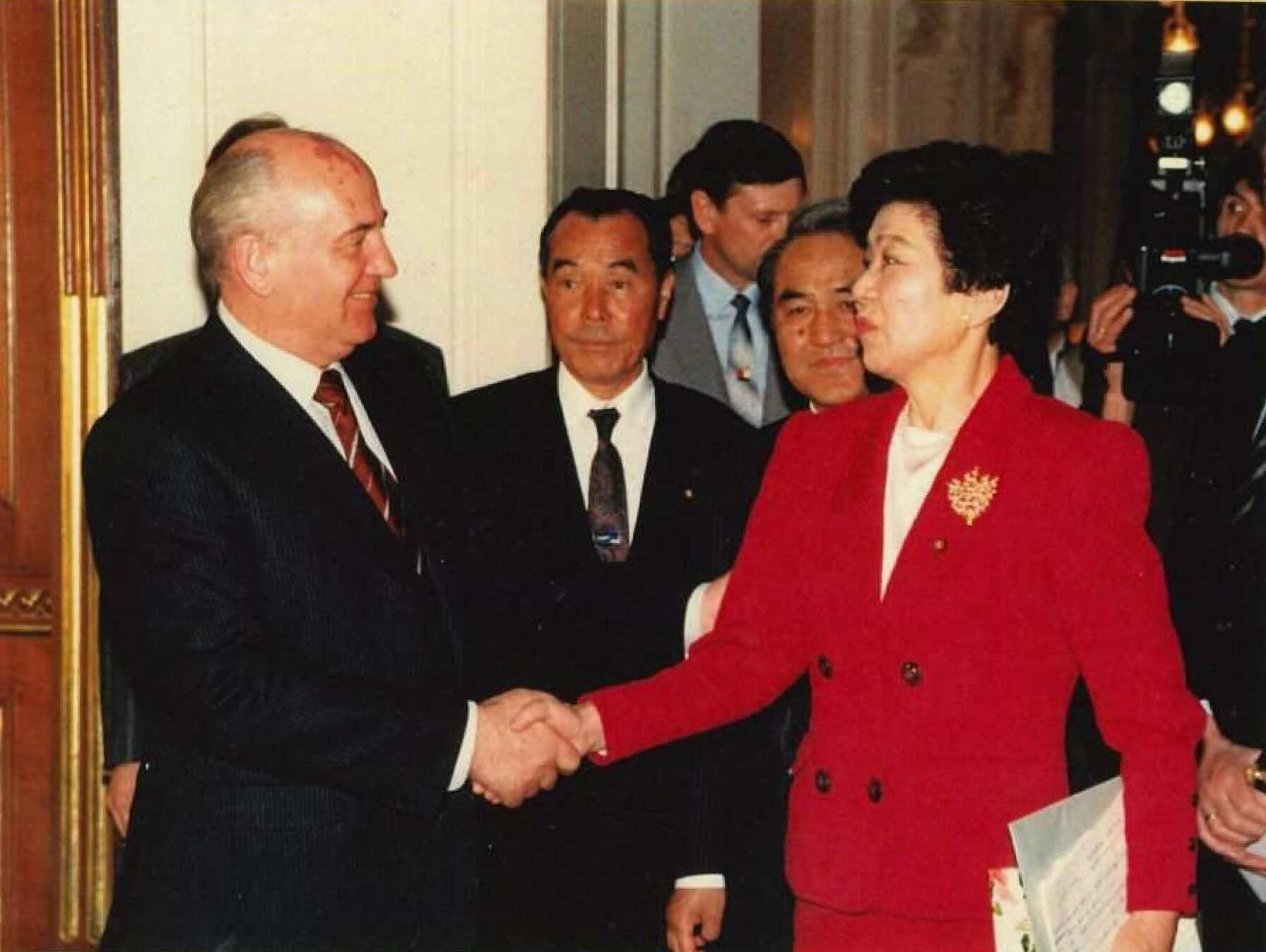
1991年4月7日、迎賓館にてソ連大統領のミハイル・ゴルバチョフと会談

1986年、衆参同日選挙の惨敗を受けて石橋政嗣委員長が引責辞任すると、同年9月、副委員長から昇格し第10代社会党委員長に就任。党史上初の女性の委員長であり、憲政史上でも初の女性党首であった。書記長は山口鶴男。前・石橋体制の末期に階級政党からの脱皮と国民政党への指向をうたう「日本社会党の新宣言」が難航の末に採択されたばかりでそのしこりもあり、従来の社会党委員長同様に党内の左右対立をまとめる党運営が求められた。しかし、土井のはっきりした物言いのキャラクターが主婦層からの好感を獲得し、土井の立場を後押しした。
時の首相は、改憲論者として知られる中曽根康弘であったが、土井は護憲・軍縮を掲げてこれに対抗。しかし中曽根は改憲の動きには出ないものの、社会党が堅持を強く求めていた防衛費1%枠を撤廃している。一方で内閣が提出した売上税法案に対しては社公民および社民連の4党統一組織を構築して抵抗、その間に行われた参議院岩手補選と第11回統一地方選挙で勝利し、廃案に追い込んでいる。中曽根から政権を引き継いだ竹下登は消費税導入を強行するが、土井は消費税導入およびリクルート事件を激しく追及、宮澤喜一大蔵大臣を辞任させ、そして竹下内閣を退陣に追い込む。
1989年の第15回参院選では、消費税・リクルート事件の追及の際に強化された社公民路線を基礎とし、連合の会候補を3党が推薦するといった選挙協力体制を構築する。結果、社会党が改選議席の倍以上を獲得し、改選分では社会党が第一党、総議席では自民党が過半数割れの比較第一党という結果となる。これは土井の個人的人気に支えられた面が大きく、「土井ブーム（おたかさんブーム）」と評された（新人女性議員の当選が目立った点からは「マドンナブーム〈旋風〉」とも呼ばれた）。この時の土井の「山が動いた」は名文句として有名になった（与謝野晶子の詩「そぞろごと」冒頭「山の動く日来たる」をふまえている）。
選挙後も社公民路線を維持し、与野党が逆転した参議院での主導権を握る。その皮切りとして女性初の参議院内閣首班指名を受けた（衆議院の優越により、首相には衆議院で指名された自民党総裁の海部俊樹が41年ぶりの両院協議会〈不一致〉を経て就任）。また、消費税廃止公約が参院選大勝の要因であったこともあり、消費税廃止法案を社会党・公明党・連合の会・民社党の4党で提出し、12月11日、参議院で可決させた（衆議院で廃案）。
1990年の第39回総選挙で、土井は180人の候補者を擁立する計画を立てたものの、中選挙区制で目標を満たすには複数候補の擁立が必須になることから、2人目を立てる対象になった選挙区の現職候補や、他の野党などから強い反発が起きた。また資金難から勧誘した人物と条件が折り合わないことも多く、実際の候補者は149人に留まった（他に無所属として推薦7、公認漏れ3）。それでも総選挙の結果、社会党は136議席（他、追加公認3で139議席）と51議席増やした。しかし、自民党も275議席（他、追加公認11で286議席）と安定多数を維持した。さらに、野党内での社会党の一人勝ちに公明党と民社党は距離を置き、両党は連合政権協議を打ち切り、自公民路線に舵を切った。そのため、前回の参議院内閣首班指名の際と参議院の構成はほぼ変わっていないにも拘らず、両党が決選投票で棄権したため、今度は海部が参議院でも首班指名を受けることとなった。労働組合などに基盤を持たない土井に対して、選挙後ただちに水曜会の田辺誠を委員長に担ごうとする土井降ろしが始まる。1991年の第12回統一地方選挙で社会党は大敗し、それを口実にした攻撃に土井は委員長を引責辞任した。

### 衆議院議長
1993年に行われた第40回総選挙で社会党は議席半減の惨敗をしたものの、自身は旧兵庫2区で再選。
総選挙後に細川護煕を首班とする非自民・非共産連立政権の枠組みが固まると、両院で過半数を確保している連立与党は土井を衆議院議長に推すことを決定、衆参通じて女性初の議長となることが固まった。しかし、帝国議会時代より議長は比較第一党から出すという伝統が続いていたため、野党に転落した自民党は議長ポストを要求し、通常は全会一致で議長が選出されるところを、異例の競合投票によって選出されることとなった。結局、数に勝る連立与党の票により土井が選出されたものの、当選後の議長挨拶の際に自民党から激しく野次が飛ぶという波乱のスタートとなった。
土井は議員指名には従来慣行の「君付け」に代わり「さん付け」を用いた。しかし後任の議長らはいずれも「君付け」を用い、衆議院でのこの試みは土井一代のものに終わった。また議長席の位置が諸外国の議会と比べても高すぎると主張し、議長席の位置を低くするべきであると述べた。
1994年1月、与党社会党一部議員の造反による政治改革4法案の参議院での否決を受け、細川首相と河野洋平自民党総裁の会談を斡旋する。この席で、造反した社会党議員らのより望まない方向（小選挙区選出議員の比率割増）での合意がなされ、両院協議会を経て両院で可決・成立となった。この顛末について、支持者からは「土井の失策」という声が上がった。
1994年8月27日、中華人民共和国天津の「抗日殉難烈士記念館」を訪問。
1995年6月、自社さ連立政権下で、「歴史を教訓に平和への決意を新たにする決議」（終戦50年決議）案が上程される。従来はこの種の決議は全会一致でなされるところであるが、与野党の右派・左派議員らが正反対の理由でこれに反対し、結局6月9日に、半数近くの議員が退席し、少数の議員が反対する中、在職議員数の半数に満たない数の議員の賛成で可決されるという異例の事態となった。この議事運営に対して野党は土井議長・鯨岡副議長不信任案を提出するが、否決された。
1996年9月、衆議院解散により退任。

### 社会民主党党首
1994年に自由民主党と新党さきがけとの連立政権を組んだものの、翌年の第17回参院選で惨敗したことを受け、1996年に社会党は社会民主党に改称する。同年、社民党とさきがけの議員を糾合する新党として旧・民主党が発足するが、いわゆる「排除の論理」によって土井や村山富市党首らは新党への参加を拒否される。半数以上の議員を民主党に引き抜かれた社民党は、党首を村山から土井に交代させて同年の第41回総選挙に臨むが、議席は解散前の30議席から15議席へと半減。しかし選挙敗北の責任は問われず、むしろ土井の党の大黒柱としての地位が強化される形となった。1998年、社民党は連立与党を離脱した。
1999年10月、中国での建国50周年記念の軍事パレードに参加した。
2000年に社会主義インターナショナルの副議長に就任し、2008年まで務める。  
2001年に増元照明が当時の荒川区議斎藤裕子に宛てた手紙によると、 土井に拉致問題に協力をお願いするメールを出し、本人に直接会って返事をお願いしたが返事をもらえなかった、としている。
2002年3月に辻元清美秘書給与流用事件で詐欺の指南役をかばったことから、土井事務所の政策秘書・五島昌子（日本革命的共産主義者同盟）の関与が取りざたされる。2003年7月に辻元清美や五島秘書ら4人が詐欺容疑で逮捕された。
2002年10月、北朝鮮による日本人拉致問題が明らかになり、それまで社民党が北朝鮮との友好や「過去の清算」を重視するあまり、拉致事件を追及するどころかこれに目をつむり、北朝鮮側を擁護してきたとの批判が強まる中、土井は北朝鮮から「拉致という事実はない」と言われ続けてきたので、追及を十分にできなかったと釈明し謝罪した。さらに土井は、党の公式サイトで北朝鮮による日本人拉致事件を「拉致は創作された事件」と主張した論文（月刊社会民主1997年7月号）を事件が明るみに出た後も、削除せず掲載し続けていたことについても謝罪した。これを受けて拉致被害者の親族らは、北朝鮮と太いパイプのあった土井に何度か拉致被害を相談に行ったが結局無視された経験があるため（拉致被害者はその後、自民党議員に相談するようになる）、「日本の政治家なのに日本国民の生命より北朝鮮側に気をつかっていたのではないか」「（謝罪は）今さら遅過ぎる」と述べた。
さらに1989年7月、韓国の民主化運動で逮捕された在日韓国人政治犯29名の釈放を求めるという趣旨の要望書が、当時の土井を含めて日本社会党・公明党・社会民主連合・無所属の議員133名の署名とともに韓国政府へ提出された。このとき釈放要望対象となった政治犯29名の中に、辛光洙や拉致共犯者などが複数含まれていたため、2002年10月19日、当時官房副長官であった安倍晋三は土井を名指しで「極めてマヌケな議員」と評した。また日本共産党も土井を激しく批判した。
土井は秘書を介して、慰安婦像設立を目指して活動していた当時の挺対協の代表である尹貞玉に対して頻繁に活動費として金銭授与を行なっていたとされる。
2003年、静岡空港建設反対の国会議員署名活動で署名者に加わっている。しかしこれとは反対に、土井の選挙区近くへの建設が計画され、市民団体を中心に反対運動が繰り広げられたものの建設された神戸空港の建設には「地元経済への貢献」などを理由に賛成している。
北朝鮮による日本人拉致問題に対する言動をはじめとする過去の北朝鮮寄りの姿勢や、朝鮮総連との親密な関係など、朝鮮半島政策をめぐって「親北」の立場を貫いてきたことを一因に社民党を孤立させ、没落へと追い込んだ戦犯と評され、2003年の第43回総選挙では自民党の大前繁雄に小選挙区で初めて敗北を喫した。比例復活により辛うじて落選は免れたが、同年11月13日に党勢衰退の責任を取り党首を辞任した。

### 落選と政界引退後
2005年の第44回総選挙で社民党は比例近畿ブロックに5人擁立。土井は選挙区には立候補せず、比例区の登載順位5位で立候補し、落選した。落選後のインタビューでは引退を強く否定したため、再立候補すると見られていたが、参議院議員転身も取り沙汰された中での2007年7月の第21回通常選挙は不出馬。さらに2008年10月、第45回総選挙にも立候補しない意向を表明し、事実上政界から引退した。ただし、政治活動は続ける意思を示した。
2009年、体調を崩し、郷里の神戸市に移り住んだ。2010年1月末、1990年12月に自らの呼び掛けで設立し代表理事を務めていた「アジア人権基金」が、その役割を終えたとして活動を終了した。
2014年9月20日、肺炎で死去。85歳没。

## 人物
- 自衛隊廃止論者であり、「自衛隊は憲法違反だ、即刻廃止せよ」と長年に渡り声高に主張し続け各メディアもそれに追随していたが、自社さ連立政権で政権与党になり「自衛隊合憲、日米安保堅持」と社会党の政策が転換されて以後は、公の場で土井が自衛隊を非難することはなくなった。

- 選択的夫婦別姓制度導入を支持していた。その理由として、「結婚をするほとんどの女性が改姓をしている現状は、太平洋戦争後、新たに憲法が制定され、民法の家族編の大改正で家制度がなくなったとはいえ、未だに男性血統重視の『イエ』意識が根強くあることの表れ」だからだと述べている[25]。

- 昭和天皇が崩御され平成が始まると自分の年齢を元号で計算するのがめんどうだとの理由で福島瑞穂、辻元清美と一緒に元号廃止を訴えた。土井、福島、辻元の三人は日本の女性国会議員の代名詞のように三人一組でメディアやニュース映像で頻繁に登場した。

- 同志社大学在学中に見た映画『若き日のリンカン』に感動し、弁護士になろうと思った時期もあったという[26]。映画『評決』で弁護士を演じたポール・ニューマンのファンだった[23]。

- 趣味はパチンコとカラオケ[27][28]。第15回参院選の選挙中に報道関係者をパチンコ屋に集め自身がパチンコをしている姿を撮らせた。メディアはこぞって土井を「おたかさん」、「庶民派」などと褒め称え、パチンコをギャンブルと指摘し非難する声は皆無だった。

- 歌唱にも秀で、チャリティー合唱団である神楽坂女声合唱団にも所属していた[29]。

- テレビ番組の『笑っていいとも』では、横山やすしから紹介されて「テレフォンショッキング」に出演した。同コーナーに政治家が出演したのはこれが初[30]。

- 社会党委員長時代にはテレビ番組の『クイズダービー』と『世界まるごとHOWマッチ』に解答者として出演した。『クイズダービー』では8問全問正解[30]。『世界まるごとHOWマッチ』ではホールインワン賞（通称：ピタリ賞）を2度成功させ、さらにニアピン賞も獲得するといった好成績を収めた[31]。

- 土井演じる駄菓子屋の店主が、若い女性客[注 5]から「このお菓子マズイから他のお菓子に取り替えてくれない？」と理不尽な要求をされたことに対して、「変えさせないよ。憲法9条変えさせないよ」と答えるCMがあった[32][33]。
- 当時の女性としては長身で168cmあった。

## 評価
2001年に増元照明が当時の荒川区議斎藤裕子に宛てた手紙によると、土井、大脇、辻元などの社民党議員たちに拉致問題に協力をお願いするメールを出したが誰からも返事は貰えず、土井本人には直接会って返事をお願いしたが返事をもらえなかったとして、これが国民の声を聞く政党の姿勢か、と批判している。辛光洙や金吉旭らによって宮崎市で拉致された原敕晁の兄も、弟を拉致したことを辛光洙自身が1985年に自供しているのに「社会党の土井たか子さんなどは、北朝鮮は紳士的な国だというような意味の発言をされていました」と述べ、政治家に対する無力感があったと当時を回顧している。
百田尚樹は土井の死後8日後にツイッターで土井について「彼女は拉致などない！と断言したばかりか、拉致被害者の家族の情報を北朝鮮に流した疑惑もある」としたうえで「まさしく売国奴だった」と断じて物議を醸した。そのツイッターに寄せられた批判に対して百田は「政治家は死ねば批判から免れるというのか」と述べた。
鳩山由紀夫は2003年の社民党秘書給与流用について、土井の「秘書がやったこと」との主張に対して、逮捕された4名の社民党関係者内の中心人物で土井党首の秘書である五島昌子が事件発覚で辞職した辻元清美前議員など新人議員の指南役として秘書給与の流用などの詐欺行為も教えてた上に、そもそも秘書が犯した罪は政治家が罰を受けるべきだと土井は無責任だと批判している。さらに逮捕された五島秘書は土井党首と同等の力を持っていることは、社民党外でも周知なレベルであったことから無責任な言い訳せずに辞職すべきと批判した。
中曽根康弘は、土井のことを「非常に生一本な、理念を重んずる、そして真一文字に進んでいく、立派な社会党の党首だと、そういう風に敬意を表していましたね」と評価している。
佐藤優によれば象徴天皇制を積極的に支持する立場であったという。土井は「尊皇家」であったとし、「私は共和制論者ではありません」と発言していたとエッセイの中で書いている。

## 裁判
花岡信昭は、北朝鮮による日本人拉致事件に対し、土井と社民党の対応を批判する文章の中で、「（土井は）在日朝鮮人で本名は李高順」と、一部インターネット掲示板上でのみ流布していた虚偽の情報をあたかも真実であるかのように書き、「このこと（出自）が土井氏の拉致事件を見る目を曇らせたのか」と結論付けた。これに対して土井は「記述は事実でなく、土井本人への取材もないまま虚偽を書いたものであり、信用や名誉などを毀損された」ことを理由として、報道を行った月刊誌『WiLL』発行元のワックや編集長花田紀凱らに慰謝料1000万円と新聞への謝罪広告掲載を求めて提訴。ワック側は誤報を認め、土井に対し謝罪の意を表したが、条件面で折り合わず、判決にまで持ち込まれた。被告側は一審判決直前に発売された『WiLL』2008年11月号で誤報を認めた謝罪広告を掲載した。同年11月13日、神戸地裁尼崎支部（裁判長：竹中邦夫）は「明らかに虚偽で原告の名誉感情、人格的利益を侵害する」として、ワックや花田らに慰謝料200万円を支払うよう命じる判決を出した。2009年4月、大阪高裁も一審判決を支持し、ワックや花田からの控訴を棄却した。同年9月29日、最高裁判所第三小法廷（裁判長：田原睦夫）は、被告側の上告を棄却することを決定し、土井の勝訴が確定した。

## 選挙歴
| 当落                          | 選挙                   | 施行日         | 選挙区      | 政党       | 得票数  | 得票率 | 得票順位 /候補者数 | 比例区   | 比例順位 /候補者数 |
| ----------------------------- | ---------------------- | -------------- | ----------- | ---------- | ------- | ------ | ------------------ | -------- | ------------------ |
| 当                            | 第32回衆議院議員総選挙 | 1969年12月27日 | 兵庫県第2区 | 日本社会党 | 69,395  | 10.6   | 5/12               |          |                    |
| 当                            | 第33回衆議院議員総選挙 | 1972年12月10日 | 兵庫県第2区 | 日本社会党 | 99,341  | 14.9   | 4/8                |          |                    |
| 当                            | 第34回衆議院議員総選挙 | 1976年12月05日 | 兵庫県第2区 | 日本社会党 | 106,725 | 13.6   | 4/9                |          |                    |
| 当                            | 第35回衆議院議員総選挙 | 1979年10月07日 | 兵庫県第2区 | 日本社会党 | 93,954  | 13.1   | 4/11               |          |                    |
| 当                            | 第36回衆議院議員総選挙 | 1980年06月22日 | 兵庫県第2区 | 日本社会党 | 113,338 | 15.1   | 3/9                |          |                    |
| 当                            | 第37回衆議院議員総選挙 | 1983年12月18日 | 兵庫県第2区 | 日本社会党 | 101,219 | 12.9   | 3/10               |          |                    |
| 当                            | 第38回衆議院議員総選挙 | 1986年07月06日 | 兵庫県第2区 | 日本社会党 | 121,594 | 15.1   | 3/8                |          |                    |
| 当                            | 第39回衆議院議員総選挙 | 1990年02月18日 | 兵庫県第2区 | 日本社会党 | 225,540 | 24.8   | 1/10               |          |                    |
| 当                            | 第40回衆議院議員総選挙 | 1993年07月18日 | 兵庫県第2区 | 日本社会党 | 220,972 | 24.5   | 1/7                |          |                    |
| 当                            | 第41回衆議院議員総選挙 | 1996年10月20日 | 兵庫県第7区 | 社会民主党 | 102,684 | 46.6   | 1/4                |          |                    |
| 当                            | 第42回衆議院議員総選挙 | 2000年06月25日 | 兵庫県第7区 | 社会民主党 | 144,168 | 62.8   | 1/4                |          |                    |
| 当（比）                      | 第43回衆議院議員総選挙 | 2003年11月09日 | 兵庫県第7区 | 社会民主党 | 96,404  | 40.8   | 2/3                | 比例近畿 |                    |
| 落                            | 第44回衆議院議員総選挙 | 2005年09月11日 |             | 社会民主党 |         |        |                    | 比例近畿 | 5/5                |
| 当選回数12回 （衆議院議員12） |                        |                |             |            |         |        |                    |          |                    |

## 議員連盟
- 日朝友好議員連盟
- 恒久平和のために真相究明法の成立を目指す議員連盟（最高顧問）

## 著書

### 単著
- 『「国籍」を考える』時事通信社、1984年2月1日。ISBN 4-7887-8403-3。
- 『We love憲法』すくらむ社、1985年5月3日。
- 『土井たか子マイウェイ』出帆新社、1987年2月10日。
- 『政治とわたし』日本社会党中央本部機関紙局、1987年2月16日。
- 『土井たか子 憲法講義 人間が人間らしく生きていくために』リヨン社、1988年5月。ISBN 4-576-88042-X。
- 『山の動く日 : 土井たか子政論集』すずさわ書店、1989年10月15日。ISBN 4-7954-0533-6。
- 『せいいっぱい―土井たか子半自伝』朝日新聞社、1993年12月5日。ISBN 978-4022567062。
- 『21世紀の平和構想 核も不信もないアジアを』社会民主党全国連合、2001年。ISBN 978-4890890187。

### 共著
- 『こんなに損していた日本人―社会党がやると日本はこうなる』（1989年、青春出版社） 共著：上田哲、伊藤茂
- 『ODA改革―カナダ議会からの提言と日本の現状』（1990年、社会思想社） 共著：吉村慶一、村井吉敬
- 『三木「政治改革」試案とは何か』（1993年、岩波ブックレット） 共著：鯨岡兵輔、田英夫、國弘正雄
- 『憲法に男女平等起草秘話』（1996年4月、岩波ブックレット） 共著：ベアテ・シロタ・ゴードン ISBN 4-00-003340-9
- 『ラディカルに「平和」を問う』（2005年、法律文化社） 共著：小田実、加藤周一、木戸衛一
- 『戦争で得たものは憲法だけだ 憲法行脚の思想』（2006年、七つ森書館） 共著：香山リカ、姜尚中、斎藤貴男、辛淑玉、城山三郎、森永卓郎、佐高信ほか
- 『護憲派の一分』（2007年、角川書店） 共著：佐高信
- 『君、殺したまうことなかれ 憲法行脚の思想2』（2007年、七つ森書館） 共著：澤地久枝、香山リカ、姜尚中、斎藤貴男、佐高信、高橋哲哉ほか
- 『「やるっきゃない!」吉武輝子が聞く土井たか子の人生』（2009年11月、パド・ウィメンズ・オフィス） 共著：吉武輝子
- 『アジア・ヒューマンライツ―アジア人権基金の歩み』（2010年、梨の木舎） 共著：村井吉敬

## その他
- 『北海ハイジャック』（ゴールデン洋画劇場 1984年2月18日放送 フジテレビ）

作中に登場の英国首相の吹き替えに土井たか子がキャスティングされ本人が演じた。
- 『全裸監督 シーズン2』（2021年6月、Netflix、演：駒塚由衣）

作中シーンの社会党党首の選挙演説シーンを女優の駒塚由衣が土井たか子役で演じた。